# Mercury Mariner
Mercury Mariner — компактный кроссовер, представленный подразделением Mercury компании Ford в сентябре 2004 года. Является более престижным собратом Mazda Tribute и Ford Escape. Mariner является первым кроссовером бренда Mercury, который в гамме был ниже Mountaineer. 5 января 2010 года автомобиль был снят с производства.
Официально Mercury Mariner поставлялся в США, Мексику, Саудовскую Аравию, Кувейт и ОАЭ.

## Первое поколение
Первое поколение Mercury Mariner выпускалось с сентября 2004 по январь 2007 года. В гамме компактных кроссоверов автомобиль был выше как Ford Escape, так и Mazda Tribute. Стилистические отличия, такие как двухцветный интерьер и повторители указателей поворота, позаимствованы у Ford Maverick, а монотонная облицовка и радиаторная решётка выполнены в стиле водопада. В отличие от аналогов, механическая трансмиссия не входила в линейку силовых агрегатов. Mariner был первым кроссовером компании Mercury с четырёхцилиндровыми двигателями, после представленного в 2002 году Mercury Cougar. С декабря 2006 года выпускались гибридные модификации Mariner Hybrid.

### Presidential Edition
Версия Presidential Edition была представлена 7 сентября 2006 года бывшему президенту США Биллу Клинтону. В комплектацию входят:
- Светодиодное освещение.
- Выходное напряжение 120 В.
- Задние ковшеобразные сиденья.
- Центральная консоль и раскладные письменные столы для задних сидений.
- Персональные DVD-плееры для каждого сидения.
- Холодильник.
- Увеличенное пространство для ног на заднем сидении.

В транспортное средство также было внесено несколько нераскрытых модификаций системы безопасности.

### Галерея
- Вид спереди
- Mercury Mariner Hybrid

## Второе поколение
Второе поколение Mercury Mariner, представленное в 2007 году, являлось тщательной модернизацией предыдущего поколения (дебют состоялся 6 октября 2006 года в Южной Флориде). Внешние признаки — обновлённые сиденья, фары, задние фонари, дверь багажника, повышенный ремень безопасности, двери и колёса. Интерьер также был значительно обновлён с использованием материалов более высокого качества и включал больше функций. Двигатели остались прежними, однако 3,0-литровый Duratec V6 был модифицирован для снижения расхода топлива на 10 %.
Mercury Mariner и Ford Escape стали первыми автомобилями, оснащённые гидроусилителем рулевого управления с заносом. В 2009 году Mercury Mariner начал оснащаться 2,5-литровым двигателем в паре с шестиступенчатой автоматической трансмиссией, которая заменила четырёхступенчатую автоматическую. Экономия топлива EPA увеличена на 1 милю, а мощность была увеличена на 11 % — до 130 кВт (170 л. с.). 3,0-литровый двигатель Duratec V6 был увеличен с 200 до 240 л. с. (150—180 кВт).
В 2009 году в стандартную комплектацию Mariner были добавлены элементы управления MyKey и Trailer Sway. Одновременно было добавлено гибкое топливо. Двигатель Duratec V6 стал работать на топливе E85 или обычном неэтилированном бензине. Повторители указателей поворота были убраны.
К окончанию производства в стандартную комплектацию включалась опция HD Radio. 5 января 2010 года Mercury Mariner был снят с производства из-за снижения продаж.

### Галерея
- 2008 Mercury Mariner Premier 4WD
- 2008 Mercury Mariner Premier 4WD

## Награды
- Consumers Digest (2005, 2006 и 2007)
- Green Car of the Year (2006; Mercury Mariner Hybrid)

## Продажи
| Год  | Продажи в Америке |
| ---- | ----------------- |
| 2004 | 7,171             |
| 2005 | 34,099            |
| 2006 | 33,941            |
| 2007 | 34,844            |
| 2008 | 32,306            |
| 2009 | 28,688            |
| 2010 | 29,912            |